# Logos nuthetetikos
Logos nuthetetikos (sv. visdomsord), bysantinsk skriftkälla, troligen nedtecknad under 1070-talet. I denna finns bland annat värdefulla upplysningar avseende det kejserliga bysantinska väringagardet, vilket från början bestod av vikingar.[källa behövs]